# Kurta baing
A kurta baing (Leucaspius delineatus) a sugarasúszójú halak (Actinopterygii) osztályának pontyalakúak (Cypriniformes) rendjébe, ezen belül a pontyfélék (Cyprinidae) családjába tartozó faj.
A Leucaspius halnem egyetlen faja.
Első leírója Johann Jakob Heckel, állítólag Lemberg halpiacán fedezte fel. A faj szerepel a Természetvédelmi Világszövetség vörös listáján. Magyarországon védett és a természetvédelmi értéke: 10 000 forint. Gazdasági jelentősége azonban nincs, Európában ma már ritkának számít.
A Magyar Haltani Társaság által 16. alkalommal megszervezett az "Év hala" szavazáson 2025-ben az első helyen végzett, maga mögé utasítva a dévérkeszeget és a vágódurbincsot.

## Előfordulása
A kurta baing kisebb állóvizek, levezetőárkok, lassú folyású patakok lakója, amelyekben apró mérete miatt gyakran észrevétlen marad. Állományának nagysága ugyanabban a vízben is szélsőséges változásokat mutat. Egyik évről a másikra tömegessé válhat, majd esetleg hirtelen eltűnik. Megtalálható a Rajna és a Duna vízgyűjtő területétől egészen az Urálig és a Kaszpi-tengerig.
Az előfordulását tekintve egyik legelterjedtebb édesvízi halfajnak tekinthető. Magyarországon 1897-ben Mocsáry Sándor fedezte fel a Sebes-Körösben.

### Hasonló fajok
Több pontyféle ivadékával is könnyen összetéveszthető, mivel azok fiatal példányain az oldalvonaluk gyakran nem látszik végig. A legjobban hozzá hasonlító faj a szélhajtó küsz (Alburnus alburnus), melynek teste oldalról lapítottabb és anális úszójában 16-20 sugár van. A balin (Aspius aspius) száján lévő hasítéka enyhén fölfelé irányul és szájszöglete viszont a szeme alá ér. A garda (Pelecus cultratus) szája hasonló állású, de nagy mellúszója eléri a hasúszó tövét és oldalvonala teljes.

## Megjelenése
A hal teste erősen nyújtott orsó alakú, oldalról enyhén lapított. Nagy, ezüstösen csillogó pikkelyei (44-48 egy hosszanti sorban) könnyen leválnak. Orra rövid és tompa, szájnyílása kicsi, felső állású, az alsó állkapocs hegyi része a felső állkapocs sekély mélyedésébe illik, de szájszeglete nem éri el a szem vonalát. Oldalvonala nem teljes, hiszen 7-12 pikkelyre terjed ki. Hátúszója 10-11, farok alatti úszója 14-20 sugarú; a has alsó segélye a has úszók és a farok alatti úszó között ék alakú. Garatfogai egy - vagy kétsorosak, 5-4. Kék színű, hosszanti csíkjai jól láthatóak a farok részén. Barnástól az olajzöldesig változik hátszíne, oldalai élénk ezüstös csillogásúak kék árnyalattal, has oldala átvált fehéresre. A legkisebb magyarországi pontyféle testhossza 6 centiméter, a nőstények elérhetik a 9 centimétert, mert valamivel nagyobbak a hímeknél. 36-42 csigolyája van.

## Életmódja
Apró termetű rajhal, amely főként a parti részek sűrű növényzetében, a felszínhez közeli vízréteg lakója. Táplálékát csapatokba verődve gyűjti, állati és növényi eredetűeket is fogyaszt, azonban étrendjét leginkább plankton és repülő rovarok lárvái jelentik.

## Szaporodása
Az időjárás viszontagságait jól tűri, a népi hagyomány szerint az iszapból is kikel. Április és július között ívik. Körülbelül 1 milliméter átmérőjű ikráit a nőstény rövid tojócsövével kör alakú vagy spirális szalagban gyöngysorszerűen vízinövények szárára, levelére, vagy vízbe hullott levelekre, ágdarabokra ragasztja. Kisszámú 100-150 darab ikrát rak. Párosával ívó halfaj, a pontyfélék körében alacsony ikraszámát úgy ellensúlyozza, hogy az ivadék kikeléséig (9-12 nap) a hím őrzi azokat. Ilyenkor a fejével az ikrákat hordozó fűszálat, hínárt bökdösi, oxigéndús vizet hajtva az ikrákra. Egyévesen válik ivaréretté.

## Képek
A képeken mutatják, hogy apró termetű rajhal továbbá azt is, hogy a partközeli vízréteg az otthona.

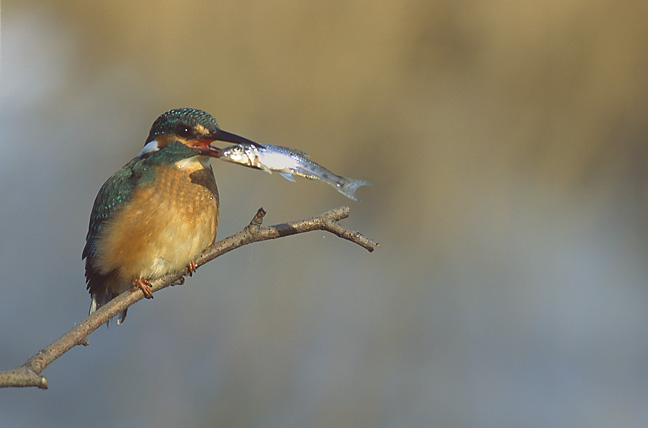
Jégmadár és a zsákmány
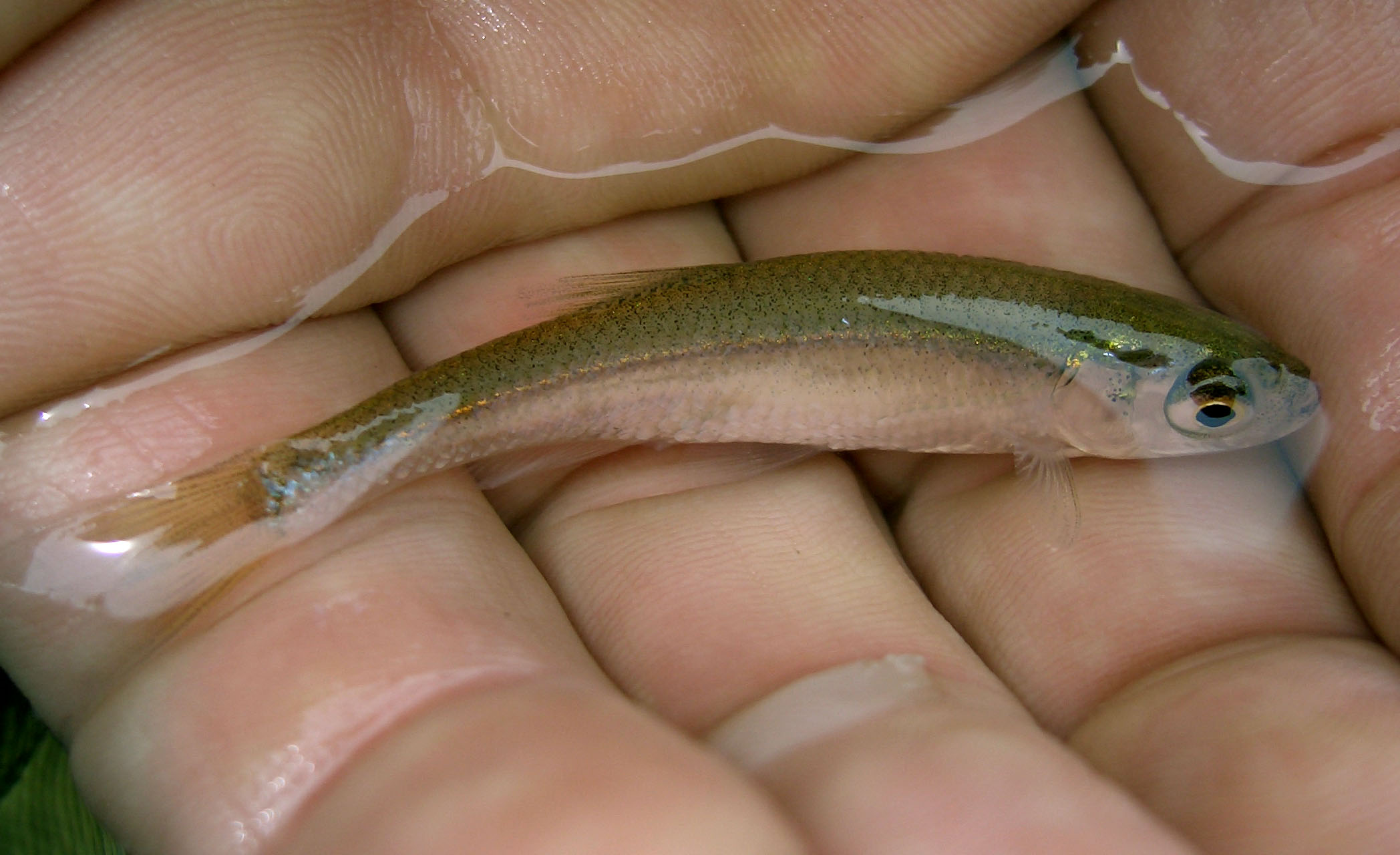
Kézben tartva
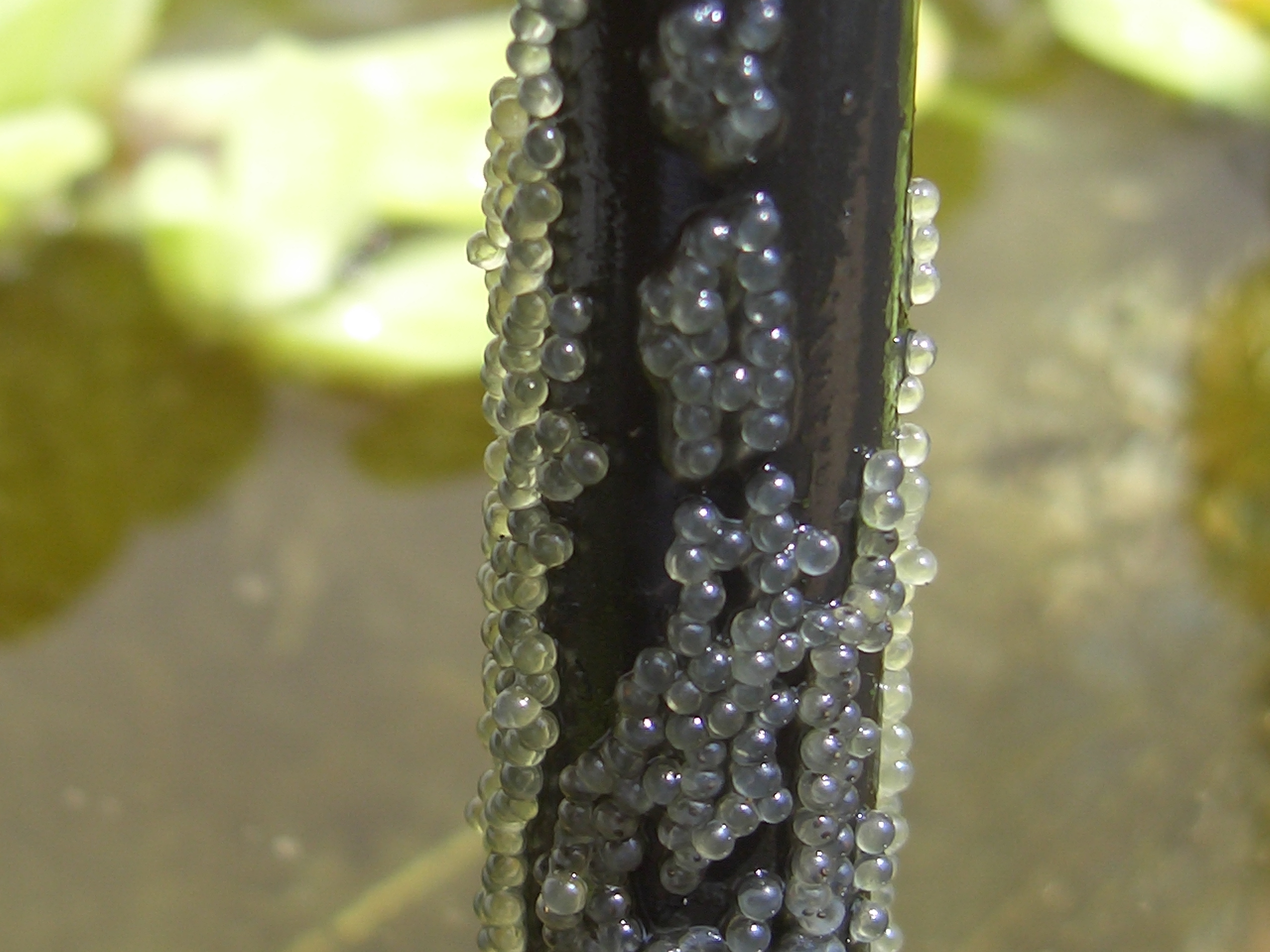
A vízinövény szárára ragasztott ikrái
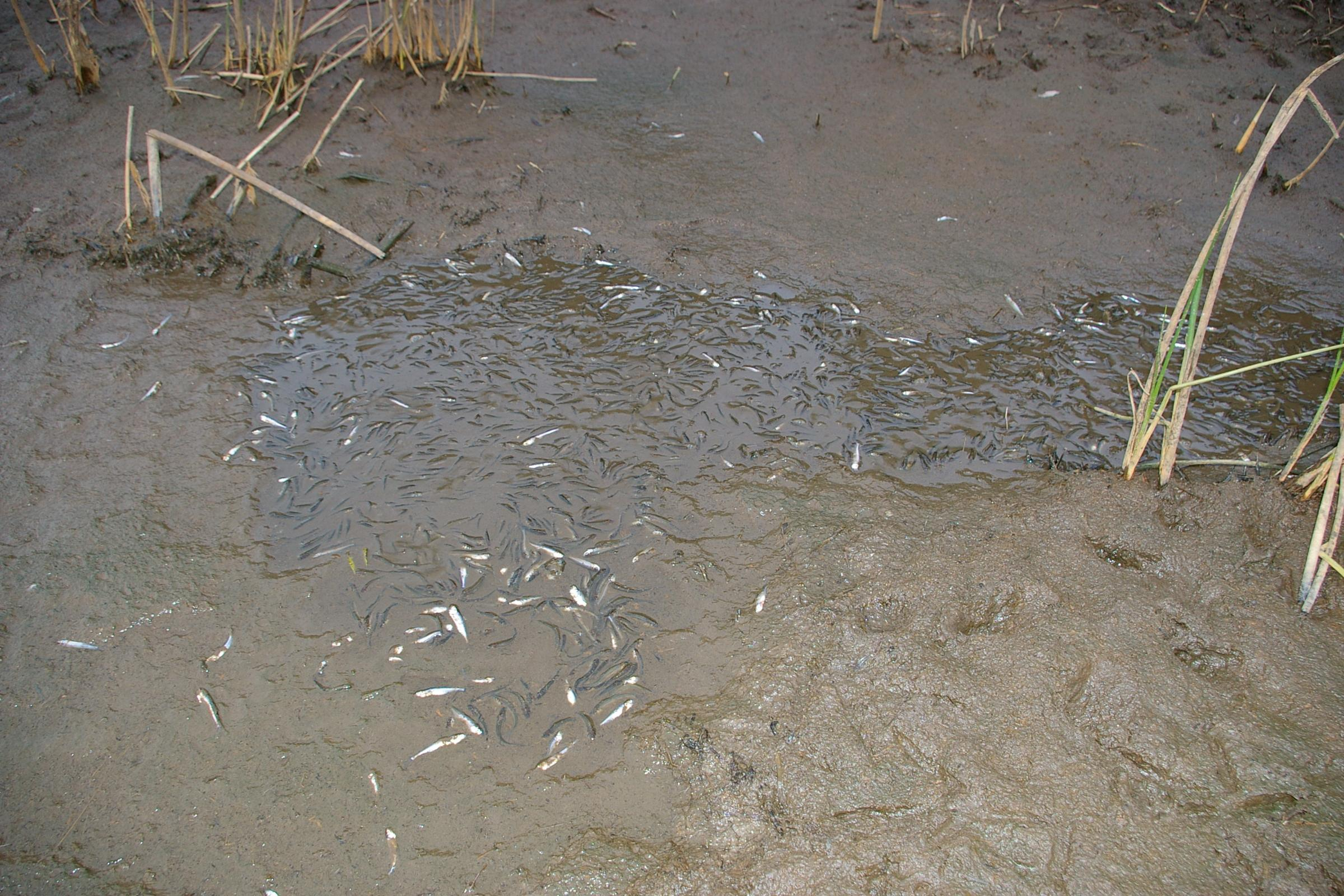
Iszapban ragadt csapatai

### Internetes leírások a kurta baingról
- A faj szerepel a Természetvédelmi Világszövetség Vörös Listáján. IUCN. (Hozzáférés: 2010. szeptember 26.)
- A taxon adatlapja az ITIS adatbázisában. Integrated Taxonomic Information System. (Hozzáférés: 2010. szeptember 26.)
- Belica Leucaspius delineatus (Heckel, 1843) (angol nyelven). BioLiB.cz. (Hozzáférés: 2010. szeptember 26.)
- Leucaspius delineatus (Heckel, 1843) (cseh nyelven). AQUATAB. (Hozzáférés: 2010. szeptember 26.)
- Leucaspius delineatus (angol nyelven). NCBI. (Hozzáférés: 2012. május 18.)
- Moderlieschen (Leucaspius delineatus) (német nyelven). Natur-Lexikon.com. [2012. május 10-i dátummal az eredetiből archiválva]. (Hozzáférés: 2012. május 18.)